# الكسندر كايزر
الكسندر كايزر (بالألمانية: Alexander Kaiser) هو مصمم ليثوغراف ورسام نمساوي، ولد في 26 فبراير 1819 في غراتس في النمسا، وتوفي بنفس المكان في 25 أكتوبر 1872.